# Daniel Carleton Gajdusek
Daniel Carleton Gajdusek (Nueva York, Estados Unidos, 9 de septiembre de 1923-Tromsø, Noruega, 12 de diciembre de 2008) fue un médico estadounidense de origen húngaro y premio Nobel de Medicina en 1976 compartido con Baruch S. Blumberg por haber descrito el mecanismo de infección de la enfermedad cerebral llamada Kurú.

## Trayectoria
Inicialmente estudió Química y Matemáticas en la Universidad de Rochester, posteriormente Medicina en la Universidad Harvard. Amplió sus estudios de química en el Instituto Tecnológico de California. Trabajó como investigador de la Universidad de Harvard en Irán y en Australia, formó parte del equipo de investigación del Instituto de Enfermedades Neurológicas de Bethesda (Maryland).
En 1957 y a raíz del descubrimiento del kuru, una enfermedad que afectaba a los indígenas de Nueva Guinea, Gajdusek y Gibs inician sus trabajos sobre los lentivirus . Demostrando que el kuru no era una enfermedad hereditaria, como se creía, sino que era causada por lo que ellos llamaron un "virus no convencional". Posteriormente, Prusiner demostraría que era causada por un prion.
Recibió el Premio Nobel de Fisiología o Medicina en 1976 que compartió con Baruch S. Blumberg.

### Kuru investigación
Gajdusek es conocido por su trabajo sobre el Kuru. Esta enfermedad estuvo desenfrenada en la gente del sur de Nueva Guinea  en la década de los años 50 y 60. Consideró que la diseminación de la enfermedad de debía a la práctica funeraria de canibalismo realizada en el Sur. Con la eliminación del canibalismo desapreció el Kuru en la siguiente generación del Sur.
Introducido por Vincent Zigas en el problema del kuru, un médico distinguido de Fore Tribu, región de Nueva Guinea, siendo el primer médico que describió este único trastorno neurológico que fue mal informado por la prensa como la Enfermedad de la Risa porque algunos pacientes desarrollaban risa sardónica como un síntoma. Vivó en Fore, estudió su idioma, cultura y realizó autopsias de la víctimas de kuru.
Gajdusek concluyó que el kuru era transmitido por el consumo ritual de los cerebros de fallecidos relacionados, practicados en Fore. Esta hipotésis exitosa de la transmisión de la enfermedad a primates, demostró que se tenía un inusual y muy largo período de incubación de varios años. hizo perforación de huecos en la cabeza de los chimpancés y colocando material cerebral en puré dentro del cerebelo. Estos animales habían desarrollado síntomas de kuru. Fue está la primera demonsración de una diseminación cerebral de una degeneración noinflamatoria en humanos.
La enfermedad de Kuru fue mostrada y remarcada similarmente como tembladera, una enfermedad de ovejas y chivos originada por agentes infecciosos no convencionales. Subsecuentemente, agentes humanos relacionados con el mismo grupo, fueron descubiertos. Incluyen la esporádica, familiar y variante de la enfermedad de Creutzfeldt–Jakob. Reconoció que la enfermedad tenía parecido al Kuru y Creutzfeldt–Jakob, porque eran causados por un nuevo agente inteccioso que no había sido identificado. Pero más investigaciones sobre el agente de la tembldera por Stanley Prusiner y otros identificaron a proteínas endógenas llamads priones como la causa de estas enfermedades.

### Virus no convencionales
En un documento de 1977 titulado Virus no convencionales y el origen de la desaparición del Kuru Gajdusek postularía que la causa del kuru, tembladera y la enfermedad de Creutzfeldt–Jakob fueron causadas por virus denominado no convencional. En comparación con los virus normales, los virus no convencionales tienen un período de incubación muy largo y no causan respuesa inmune en el huésped. Gajduset notó que los virus no convencionales, no contenían ácidos nucleico, descartando la posibilidad que los virus no convencionales contengan RNA en un nivel bajo, a pesar de su resistencia en la radiación. Estos agentes infecciosos fueron descubiertos más tarde como proteínas o priones mal plegados.

### Arrestado
En abril de 1996 fue arrestado por pedofilia en el curso de una investigación federal contra las redes de pornografía infantil. Tras la declaración de víctimas de sus abusos sexuales (durante sus infancias) y las pruebas incriminatorias, se declaró culpable en 1997 y sentenciado a 19 meses de prisión. En 1998 se le permitió viajar a Europa bajo libertad condicional para cumplir los 5 años de vigilancia que marca la ley. Nunca regresó a los Estados Unidos.

## Muerte
Gajdusek murió el 12 de diciembre de 2008 en Tromsø (Noruega), donde se encontraba trabajando y visitando colegas.